# Oristano (stad)
Oristano (Sardisch: Aristanis) is een stad op Sardinië, Italië. De stad ligt in het westen van het eiland en is de hoofdstad van de gelijknamige provincie. Hoewel deze provincie aan zee ligt, ligt de stad zelf enkele kilometers landinwaarts. In 2003 had de stad ongeveer 30.000 inwoners.
Oorspronkelijk lag er in de buurt van Oristano een Punische nederzetting. In de 11e eeuw n.Chr. is de huidige stad gesticht.

## Galerij

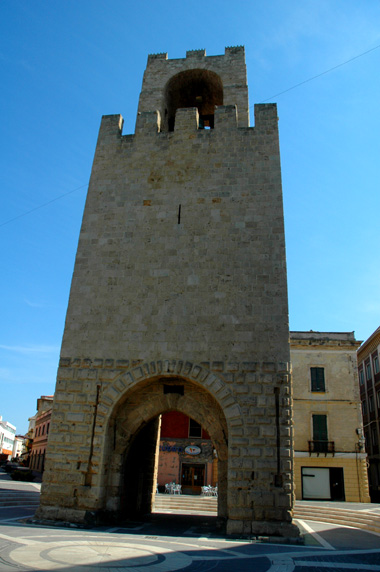
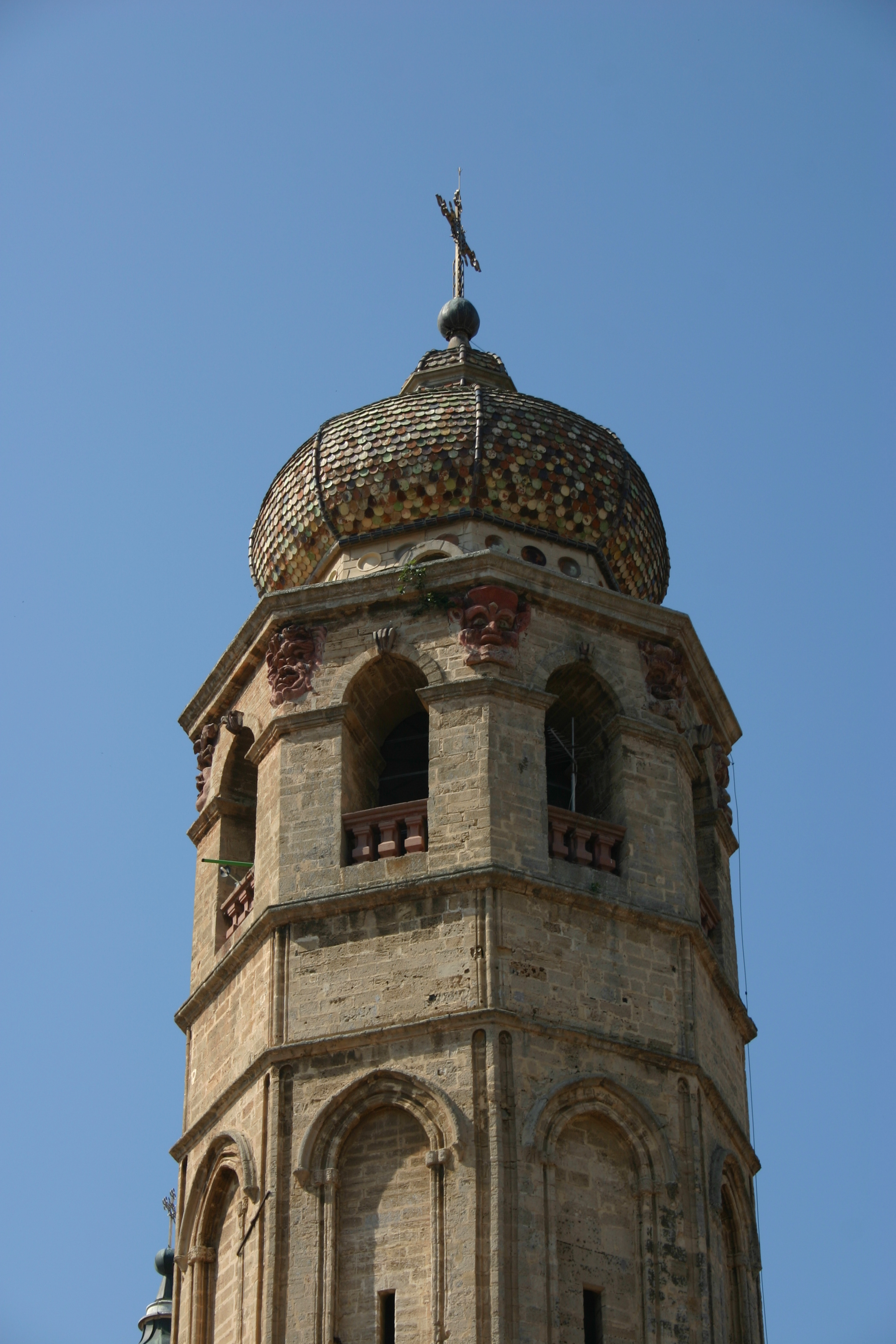
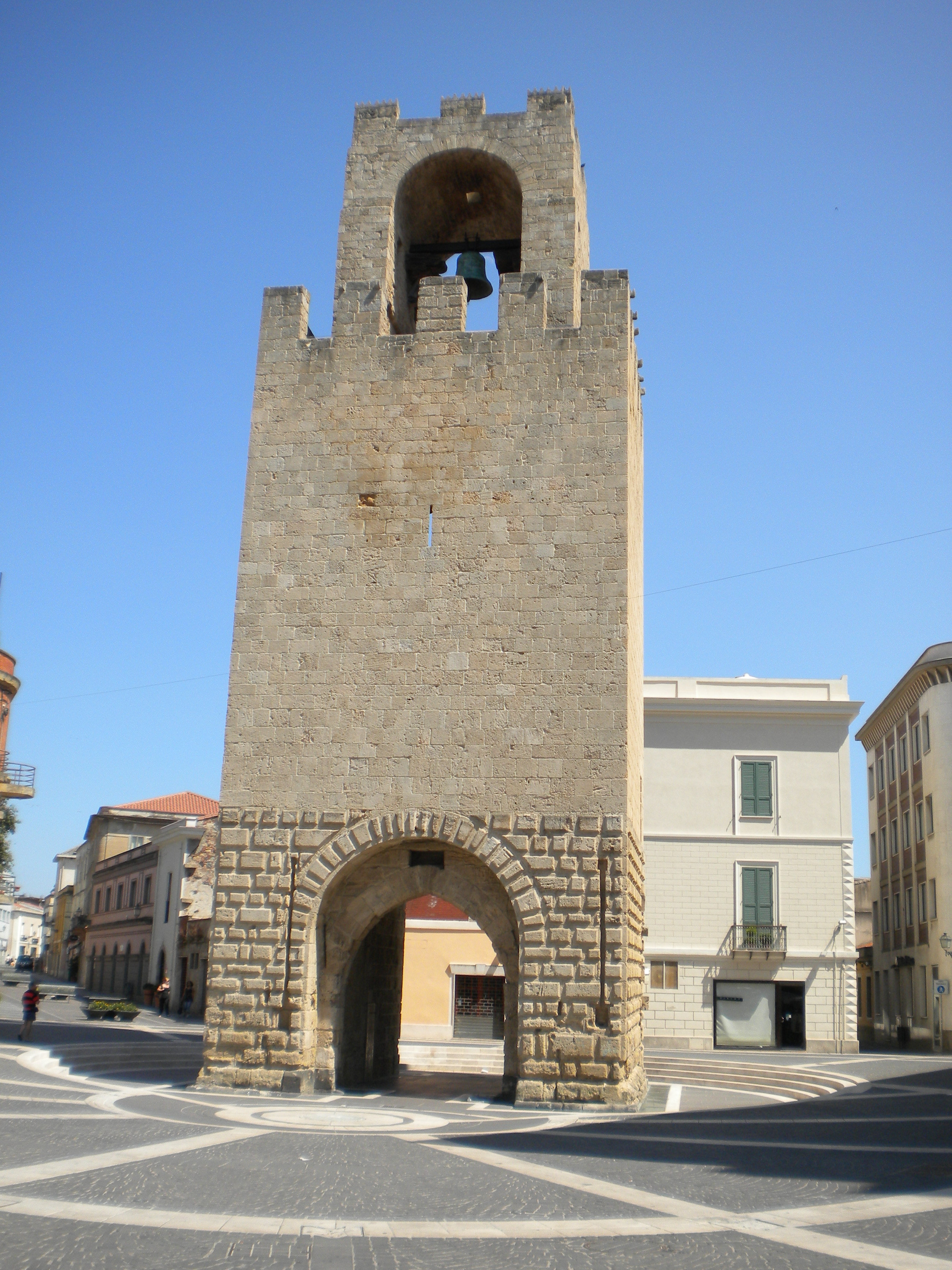
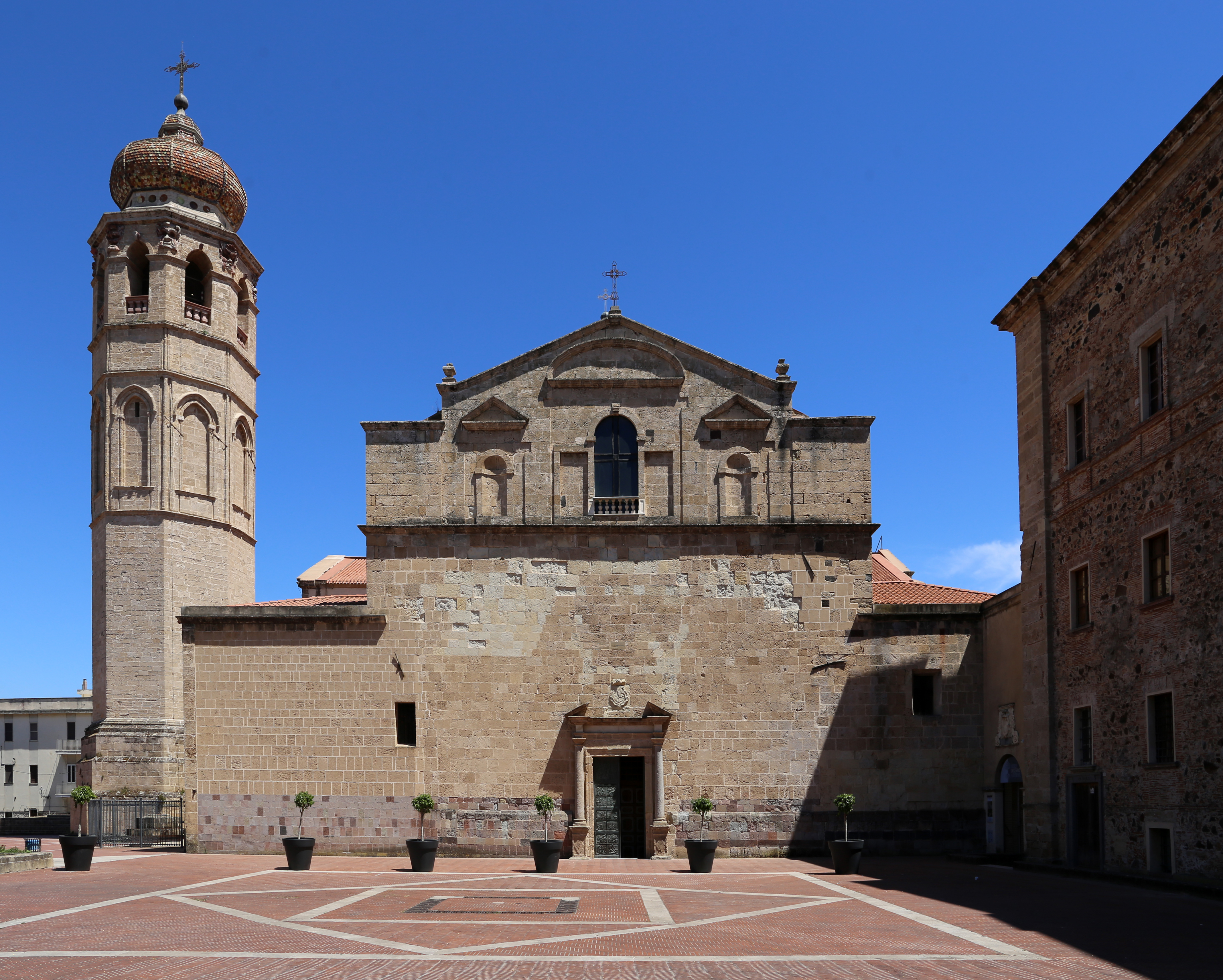
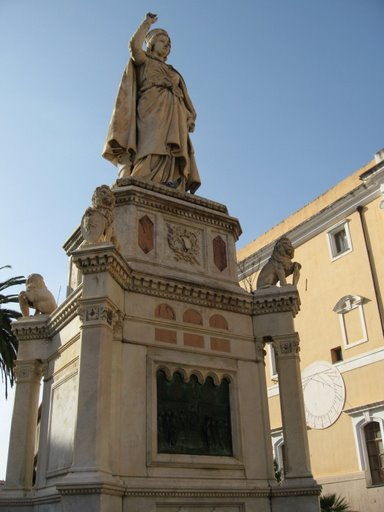
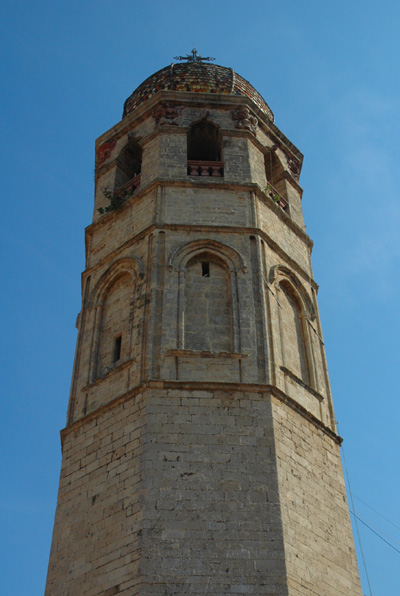

## Bezienswaardigheden in en rondom Oristano
- Arborea Antiquarium Museum
- 17e-eeuws gemeentehuis
- Kathedraal
- Piazza Eleonora

## Geboren
- Flavio Busonera (1894-1944), medicus en partizaan in de Tweede Wereldoorlog